# Салей, Илья Васильевич
Илья Васильевич Салей (бел. Ілля Васільевіч Салей; род. 30 августа 1991 года, Рославль, РСФСР, СССР) — белорусский юрист, адвокат. Юрист предвыборного штаба Виктора Бабарико на выборах президента Белоруссии в 2020 году. Политический заключённый, узник совести по мнению правозащитной организации Amnesty International.

## Биография
Родился 30 августа 1991 года в семье юристов. В 2008 году с отличием окончил лингвистическую гимназию № 7 Минска. В 2013 с отличием окончил юридический факультет Белорусского государственного университета. Лауреат именной стипендии Министерства образования Белоруссии имени Шамякина в поддержку талантливой молодежи. В 2014 году окончил магистратуру школы права Дьюкского университета (США). Не женат.

### Юридическая карьера
Большую часть карьеры провел в юридической фирме Borovtsov & Salei (Минск). Работал в юридических фирмах Wilmer Cutler Pickering Hale & Dorr, Freshfields Bruckhaus Deringer, Marks & Sokolov. Эксперт Всемирного банка в глобальном исследовании благоприятности ведения бизнеса Doing Business. В 2019—2020 годах признан одним из лучших и наиболее перспективных молодых юристов Республики Беларусь юридическими рейтингами the Chambers Guide, Legal 500 и IFLR1000.

### Президентские выборы 2020 года
В мае 2020 года присоединился к предвыборному штабу Виктора Бабарико, объявившего о намерении участвовать в выборах президента Республики Беларусь 2020 года. После задержания Виктора Бабарико спецслужбами Белоруссии 18 июня 2020 года представлял его интересы и интересы кампании в качестве адвоката в районных и областных избирательных комиссиях и в ЦИК Белоруссии. Юрист и один из руководителей предвыборного штаба Виктора Бабарико. 20 июня 2020 года с Марией Колесниковой и Максимом Знаком подал документы на регистрацию Виктора Бабарико в качестве кандидата в президенты Белоруссии. За день до заседания ЦИК оснований для отказа выявлено не было. После отказа в регистрации Виктора Бабарико в качестве кандидата вместе с Марией Колесниковой подал в ЦИК жалобу на отказ в регистрации.
После объединения предвыборных штабов Бабарико, Валерия Цепкало и Светланы Тихановской оказывал юридическую поддержку команде Тихановской. Сопровождал Тихановскую, Колесникову и Веронику Цепкало во время предвыборного ралли-тура по Белоруссии для проведения агитационных митингов. После оглашения ЦИК официальных результатов выборов, действуя в качестве адвоката, совместно с Максимом Знаком подал от имени кандидата в Тихановской жалобу в Верховный суд Белоруссии с требованием признания результатов выборов недействительными в связи с многочисленными нарушениями избирательного законодательства. Верховный суд отказал в принятии жалобы к рассмотрению.

### После выборов
Оказывал юридическую поддержку и был адвокатом члена президиума Координационного совета Марии Колесниковой. В качестве адвоката сопровождал Колесникову в Генеральную прокуратуру Белоруссии для подачи заявления о проведении проверки по фактам насилия и злоупотребления полномочиями сотрудниками милиции во время массовых акций протеста после выборов, а также в Следственный комитет Белоруссии на допрос в качестве свидетеля по уголовному делу, возбужденному генеральным прокурором Белоруссии Александром Конюком по ч. 3 ст. 361 Уголовного кодекса Белоруссии («Призывы к действиям, направленным на причинение вреда национальной безопасности Республики Беларусь») по факту создания Координационного совета. Дело было возбуждено после публичного заявления Александра Лукашенко о попытке захвата власти. После исчезновения Колесниковой 7 сентября 2020 года и попытки её насильственного вывоза из страны спецслужбами Белоруссии предпринимал действия по её поиску.

### Задержание по делу Координационного совета
9 сентября 2020 года задержан Главным управлением по борьбе с организованной преступностью и помещён в изолятор на Окрестина. 11 сентября 2020 года заключён под стражу в СИЗО № 1 Минска.
18 сентября 2020 года привлечен в качестве обвиняемого по ч. 3 ст. 361 Уголовного кодекса Белоруссии («Призывы к действиям, направленным на причинение вреда национальной безопасности Республики Беларусь») по тому же делу, по которому был ранее свидетелем. Следствие, прокуратура и суды отклонили все поданные защитой ходатайства и жалобы на заключение под стражу и привлечение в качестве обвиняемого.
15 апреля 2021 года мера пресечения изменена на залог. 13 августа 2021 года стало известно, что Салей покинул территорию Беларуси и находится в Варшаве

### Реакция на арест
10 сентября 2020 года в совместном заявлением двенадцати организаций, в том числе правозащитного центра «Весна», Белорусской ассоциации журналистов, Белорусского Хельсинкского комитета и Белорусского ПЕН-центра был назван политическим заключённым. 11 сентября 2020 года правозащитная организация Amnesty International признала Салея узником совести. 23 сентября 2020 года шефство над политзаключённым взял Роберт Бедронь, депутат Европейского парламента.
Европейский союз и США считают уголовное преследование Салея политически мотивированным. Международная ассоциация юристов, Общество юристов Англии и Уэльса, Американская ассоциация юристов и Ассоциация выпускников Дьюкского университета выступили с публичным заявлением с требованием немедленного освобождения.

### Встреча с Александром Лукашенко в СИЗО КГБ
Был одним из участников встречи Александра Лукашенко с политическими заключенными, состоявшейся в СИЗО КГБ 10 октября 2020 года.